# أليكس بونو
أليكس بونو (بالإنجليزية: Alex Bono)‏ (25 أبريل 1994 ببلادوينسفيل في الولايات المتحدة - ) هو لاعب كرة قدم أمريكي في مركز حراسة المرمى. شارك مع منتخب الولايات المتحدة تحت 18 سنة لكرة القدم ومنتخب الولايات المتحدة لكرة القدم. أما مع النوادي، فقد لعب مع نادي تورونتو وToronto FC II ‏ وريدينغ يونايتد إيسي.

## وصلات خارجية
- أليكس بونو على موقع الدوري الأمريكي (الإنجليزية)
- أليكس بونو على موقع قاعدة بيانات كرة القدم.إي يو (الإنجليزية)
- أليكس بونو على موقع ناشيونال فوتبول تيمز (الإنجليزية)
- أليكس بونو على موقع Soccerbase.com (لاعب) (الإنجليزية)
- أليكس بونو على موقع Soccerway.com (الإنجليزية)
- أليكس بونو على موقع عالم كرة القدم.نت (الإنجليزية)
- أليكس بونو على موقع AS.com (الإسبانية)